# Expedition L
Expedition L (org. titel L) är en norsk roman av Erlend Loe, utgiven 1999. Boken gavs ut i svensk översättning av Lotta Eklund 2003.

## Handling
Boken handlar om Erlend som en dag får en idé efter att ha åkt skridskor över isen. Det är en teori, inspirerad av Thor Heyerdahl. Han ska bevisa hur urbefolkningen i Sydamerika tog sig till de polynesiska öarna i Stilla havet, på skridskor. Tillsammans med några vänner beger sig Erlend ut på expedition till ön Manuae för att skriva historia.   